# تخصيص الأموال
تخصيص الأموال أو تقسيم الموجودات (بالإنجليزية: Asset allocation) هو التقسيم الذي يختاره الشخص المستثمر لاستثمار أمواله في عدة فرص استثمارية. أو بمعنى آخر التقسيم الذي يختاره المستثمر لاستثمار أمواله بين أسهم وسندات، وعقارات.
ويعتبر من السياسة المالية للمستثمر البحث عن توزيع مناسب لأمواله من بين الأنواع الاستثمارية المتاحة بحيث تعود عليه بأفضل ربح وأكبر عائد، مع تفادي (بقدر الإمكان) المجازفة حتى لا تهدر أمواله أو جزء منها.

## الاتجاه الاستثماري
يعتمد تخصيص الأموال الاستثمارية على حقيقة أنه من الصعب التنبؤ بأي من الاستثمارات سوف يحقق أحسن ربح في آخر السنة أو في آخر فترة معينة قد تكون عدة سنوات. وعلى الرغم من أن أحد الاستثمارات قد يبدوا مغريا، إلا أن تقسيم المال على عدة أنواع من الاستثمار تحد من المجازفة والخسارة الكبيرة.
ولا تكون أنواع الاستثمار العديدة متوافقة مع بعضها، فقسم منها يحقق نتائج ربح جيدة، وآخر يتعرض للخسارة. وعملية تقسيم المال بين عدة استثمارات، يقلل من احتمال فقدان المال بأكمله أو جزء منه، إذا ما جازف الشخص ووضع كل ماله في استثمار واحد. فتقسيم مال المستثمر هي الطريقة التي تلبي أغراضه من حيث تقليل احتمال الخسارة والعائد الذي يرجوه.
وعلى ذلك، فالتعددية في اختيار الأنواع الاستثمارية للمال هو الطريق السليم في مجال تشغيل الأموال.

## أمثلة لأنواع الاستثمارات
- ادخار المال، مثل شهادات التوفير
- سندات ومنها الحكومي الوطني والحكومي الأجنبي، ومنها للشركات الخاصة طويلة الأجل
- عقارات
- عملات أجنبية
- ثروات مواد طبيعية
- مجوهرات
- أعمال فنية
- شركات ائتمانية عقارية
- استثمارات عالمية في الدول الناشئة

## اقرأ أيضًا
- موجودات ثابتة
- معدل الفائدة السنوي
- فائدة
- تزايد
- سند مؤقت
- أوراق تجارية مالية
- رهن (اقتصاد)
- الأرباح قبل الفوائد والضرائب
- صافي الربح